# Archale
Archale (nep. अर्चले) – gaun wikas samiti w zachodniej części Nepalu w strefie Lumbini w dystrykcie Palpa. Według nepalskiego spisu powszechnego z 2001 roku liczył on 417 gospodarstw domowych i 2732 mieszkańców (1463 kobiet i 1269 mężczyzn).